# Hôtel de Noirmoutier

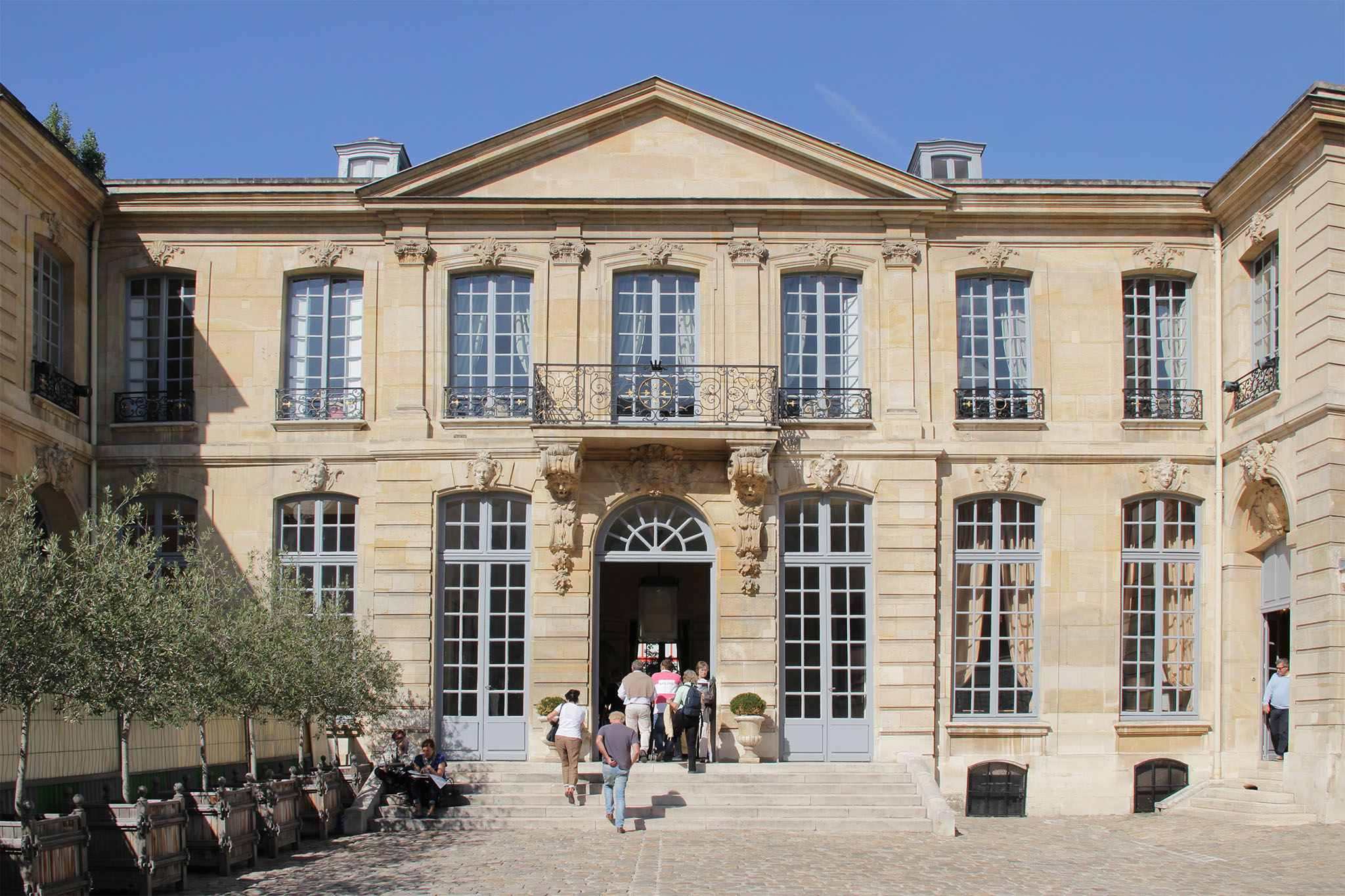
Die Freitreppe des Hôtel de Noirmoutier

Das Hotel de Noirmoutier, auch bekannt als Hôtel de Sens, ist ein Hôtel particulier des 18. Jahrhunderts in Paris. Es liegt an der Rue de Grenelle 138. Es ist heute die Residenz des Präfekten von Paris, der auch Präfekt der Region Île-de-France ist.

## Geschichte
Ab 1670 kam es im Gebiet des Faubourg Saint-Germain zu Immobilienspekulationen. 1683 kaufte es Claude Mollet, Dessinateur ordinaire des parcs et jardins des maisons royales, ein großes Grundstück zwischen der Rue de Grenelle und der Rue Saint-Dominique. Er ließ ein großes Stadthaus an der Rue Saint-Dominique errichten, das er 1688 an den Comte de Comminges vermietete. Als Claude Mollet 1694 starb, mussten seine Erben aufgrund Überschuldung des Nachlasses verzichten. Als die Hälfte des Grundstücks in der Rue de Grenelle 1698 im Châtelet zum Verkauf angeboten wurde, kauften sie es zurück. In der Beschreibung des Grundstücks zum Zeitpunkt dieses Verkaufs heißt es, dass es sich um „ein kleines Haus handele, das aus einem kleinen Laden und einem Zimmer darüber, einem kleinen Hof, einer Gärtnerwohnung und einer Toreinfahrt“ bestand. Zwanzig Jahre später verkauften die Mollets das Grundstück an den Grafen von Châtillon, der es ein Jahr später an Antoine François de La Trémoille, 2. Duc de Noirmoutier, Sohn von Louis II. de La Trémoille, 1. Duc de Noirmoutier, und Renée-Julie Aubery (1618–1679), weiterverkaufte, der in zweiter Ehe mit Marie-Elisabeth Duret de Chevry (1672–1733) verheiratet war, der Tochter von Charles-François Duret de Chevry, Marquis de Villeneuve, dem Förderer der Compagnie de la pêche sédentaire en Acadie.
Das Hôtel de Noirmoutier wurde 1721 bis 1724 von Jean Courtonne für Antoine François de La Trémoille, den Herzog von Noirmoutier, gebaut. Ein Kostenvoranschlag über 30.439 Livres wurde am 26. September 1721 unterzeichnet und im folgenden Jahr bezahlt. Die Materialien kamen aus verschiedenen Steinbrüchen: Stein aus Vaugirard für das Fundament, Stein aus Arcueil für den Unterbau des Erdgeschosses und Stein aus Saint-Leu für die Fassaden. Das Gebäude wurde im Juni 1724 fertiggestellt.
Der Herzog war blind und „das Wunder“, schreibt Saint-Simon, „bestand darin, dass er, obwohl er arm war, sich ein bezauberndes Haus baute, dessen Aufteilung und Proportionen regelte und im Großen wie im Kleinen die Abstände, die „Commodités“ und sogar die Verzierungen, die Spiegel, die Gesimse, die Kamine, und mit Taktgefühl die Stoffe für die Möbel auswählte, indem er ihm die Farben sagte.“ Ursprünglich umfasste der erste Stock nur die mittleren sieben Joche des Erdgeschosses.
Nach dem Tod des Herzogs von Noirmoutier und seiner Frau im Jahr 1733 ging das Hotel an ihre Nichte Edme Charlotte de Brenne, Marquise de Matignon als Ehefrau von Thomas Goyon de Matignon (dem Sohn von Charles Auguste de Goyon de Matignon, Marschall von Frankreich), über, die es 1734 an Mademoiselle de Sens verkaufte, daher der Name Hôtel de Sens, der dem Hotel manchmal gegeben wird (z. B. im Stadtplan von Turgot). Diese Prinzessin vergrößerte das Anwesen erheblich, erwarb benachbarte Grundstücke und ließ die Innenausstattung umgestalten. Ihre Schwester, Mademoiselle de Charolais, kaufte 1736 in der gleichen Straße das Hôtel de Rothelin-Charolais.
Als sie 1765 starb, fiel das Haus an ihren Neffen Louis Joseph, Prince de Condé. Er vermietete es an den Conde de Cantillana, Marqués de Castromonte, den Botschafter in Frankreich von Ferdinand IV., König beider Sizilien, der dort 1768 starb. Danach wurde es bis 1770 von Joachim Pignatelli Aragon, Conde de Fuentes, Botschafter in Frankreich von König Karl III. von Spanien, bewohnt. Anschließend vergab Condé das Hotel in lebenslanger Pacht an zwei Witwen, Anne-Marie-Louise-Charlotte de Croÿ-Rœulx (1706–1792), Comtesse du Rœulx, Witwe von Juan Francisco de Bette (1672–1725), Marquis de Lede, Ritter im Orden vom Goldenen Vlies, Grande von Spanien, und Angélique-Sophie de Hautefort (1702–1789), Witwe von Jean-Luc de Lauzières, Marquis de Thémines, und später von Henri-Camille de Beringhen.
Da der Prinz von Condé während der Revolution emigriert war, wurde das Hotel durch das Dekret vom 29. Germinal des Jahres III zu Nationalgut. Es wurde in einer Lotterie verlost und ging in den Besitz des Weinhändlers Simon-Félix Lardenois übe, der es im Messidor des Jahres VI an eine Händlerin aus Gent, Colette-Thérèse Moërmann verkaufte. 1813 ging es in den Besitz von Charles-Symphorien Brian über, der es 1814 an den Staat verkaufte, der dort die Leibgarde des Grafen von Artois unterbrachte, dann die École d'application d'État-Major (1825 bis 1877 – in dieser Zeit, kurz nach 1853 erhöhte der Architekt André Renié (Vater des Malers Jean Émile Renié) die Flügel auf beiden Seiten des Corps de Logis) und anschließend den Generalstab (bis 1919).
Das Hôtel de Noirmoutier wird 1893 dem Leiter des geografischen Dienstes der Armee zur Verfügung gestellt, 1919 dann Marschall Foch, der dort bis zu seinem Tod im Jahr 1929 wohnte, seine Witwe dann bis 1950. Es folgten die Inspection des forces terrestres, maritimes et aériennes de l'Afrique française du Nord, das Ministère du Sahara und das Secrétariat général pour la communauté des affaires africaines et malgaches. Seit 1970 ist es die Residenz des Präfekten von Paris, der auch Präfekt der Region Île-de-France ist.

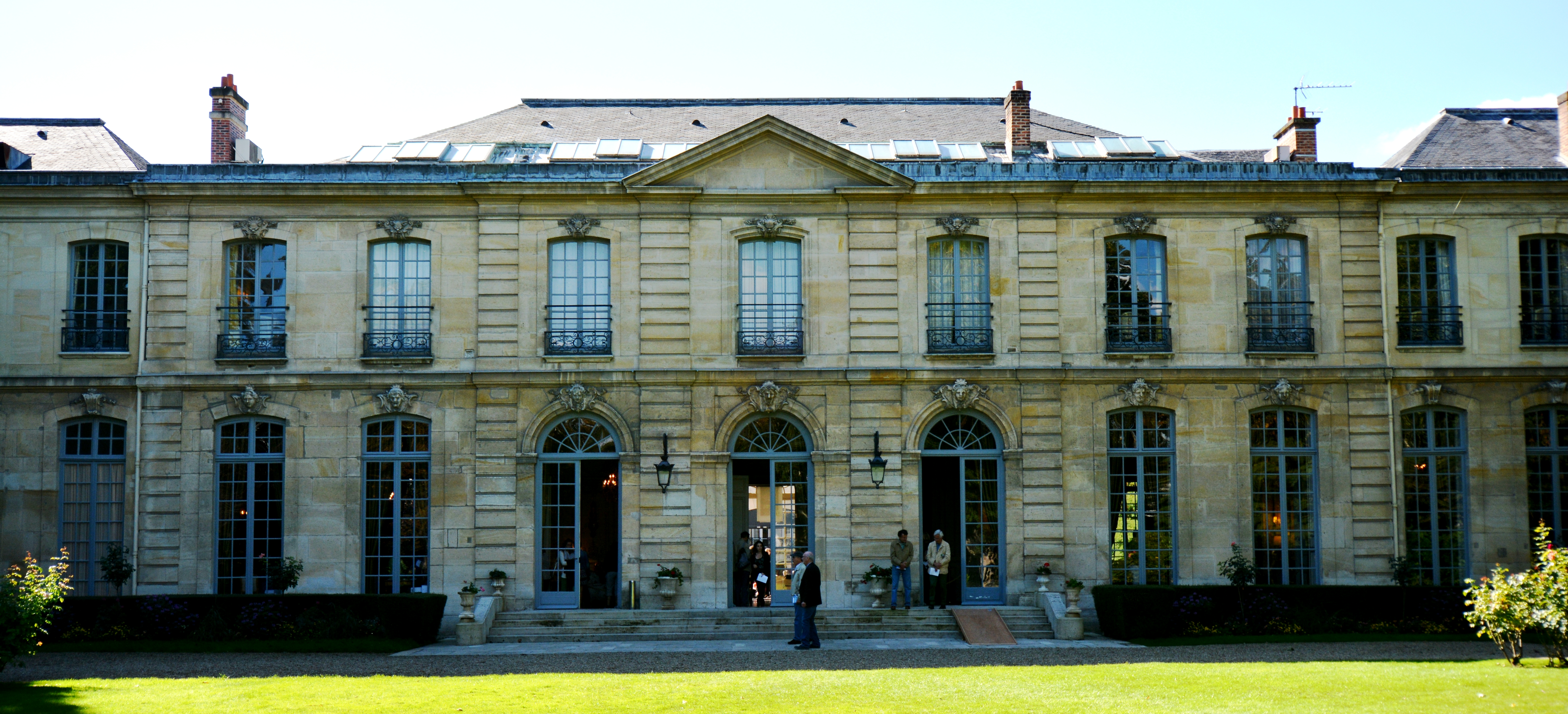
Gartenfassade des Hôtel de Noirmoutier

Das Gebäude wurde erstmals 1927 und dann 1975 als historisches Denkmal eingetragen. Diese beiden Eintragungen wurden mittlerweile aufgehoben und durch eine Eintragung im Februar 1996 und eine Klassifizierung im Juni 1996 ersetzt.